# Greg Page
Greg Page (* 25. Oktober 1958 in Louisville, Kentucky; † 27. April 2009 ebenda) war ein US-amerikanischer Schwergewichtsboxer und WBA-Weltmeister.

## Amateur
Schon als Amateur sparrte Page mit dem ebenfalls aus Louisville stammenden Muhammad Ali. Er war 1977 und 1978 US-amerikanischer Schwergewichtsmeister und gewann 1978 das nationale Golden-Gloves-Turnier. Seine Amateurbilanz war 90 Siege bei elf Niederlagen.

## Profikarriere
1979 gab Greg Page sein Profidebüt. Er zeigte schnelle Hände, gute Schlagkraft, ein gutes Kinn, aber selten den Ehrgeiz, etwas aus seinem enormen Talent zu machen.
Die WM-Herausforderer Alfredo Evangelista und Scott LeDoux konnte er 1981 kurzrundig vorzeitig besiegen und den Veteranen Jimmy Young schlug er im Mai 1982 nach Punkten. Nur einen Monat später verlor er dann aber überraschend gegen Trevor Berbick nach Punkten.
So traute man ihm trotz Siegen gegen „Quick“ Tillis und Renaldo Snipes anschließend nur noch wenig zu. Diese Einschätzung schien sich auch zu bestätigen, denn im Kampf um den vakanten WBC-Weltmeistertitel unterlag er am 9. März 1984 gegen Tim Witherspoon.
Jetzt wurde er als schlagbar eingestuft und war als Herausforderer für eine vermeintlich leichte Titelverteidigung gefragt. So bot sich ihm doch noch die Gelegenheit auf einen weiteren Weltmeisterschaftskampf. Als Außenseiter schlug er am 1. Dezember 1984 in Südafrika Gerrie Coetzee durch K. o. in der achten  Runde und gewann den WBA-Weltmeistertitel. Doch bereits in der ersten Titelverteidigung im Jahr 1985 verlor er den Gürtel an Tony Tubbs. Im nächsten Kampf unterlag er James „Buster“ Douglas.
Er boxte anschließend noch bis 2001, konnte allerdings nie wieder an alte Erfolge anknüpfen. Er verlor in dieser Periode unter anderem gegen Joe Bugner, Donovan Ruddock, Francesco Damiani, Bruce Seldon und Monte Barrett.
Seinen letzten Kampf absolvierte er am 9. März 2001 gegen Dale Crowe. Sein schwerer K. o. in der zehnten Runde zog gravierende gesundheitliche Probleme nach sich: Er erlitt einen Schlaganfall, ein Schädelhirntrauma sowie eine permanente linksseitige Lähmung, an deren Folgen er am 27. April 2009 im Alter von 50 Jahren verstarb. Die Kentucky Athletic Commission übte scharfe Kritik in Bezug auf die Umstände am Ring: So sei kein ausreichendes medizinisches Personal vor Ort gewesen, es habe kein Krankenwagen bereitgestanden und Unterlagen hätten belegt, dass er erst nach 45 Minuten in ein Krankenhaus abtransportiert wurde.